# Corticosteroid

Corticosterone

Corticosteroid là một nhóm các chất hóa học bao gồm các hoóc-môn steroid được sản xuất từ vỏ thượng thận của động vật có xương sống và các chất tổng hợp tương tự các hoócmôn đó. Corticosteroid liên quan đến rất nhiều quá trình sinh lý bao gồm đáp ứng stress, đáp ứng miễn dịch, viêm, chuyển hóa carbohydrate, quá trình dị hóa protein, các mức chất điện giải trong máu, và hành vi.
- Các glucocorticoid ví dụ như cortisol kiểm soát chuyển hóa carbohydrate, chất béo, và protein, và là chất kháng viêm bằng cách ngăn phóng thích phospholipid, giảm hoạt động của bạch cầu hạt ái toan và một số cơ chế khác.[1]
- Các corticoid khoáng như là aldosterone kiểm soát các mức chất điện giải và nước, chủ yêu bằng cách tăng tái hấp thu muối ở thận.

Một vài hormone tự nhiên là corticosterone (C
21H
30O
4), cortisone (C
21H
28O
5, 17-hydroxy-11-dehydrocorticosterone) và aldosterone.

## Phân loại

### Theo cấu trúc phân tử

#### Nhóm A — loại Hydrocortisone
Hydrocortisone, hydrocortisone axetat, cortisone axetat, tixocortol pivalate, prednisolone, methylprednisolone, và prednisone (glucocorticoids có tác dụng ngắn - trung bình).

#### Nhóm B — Acetonides (các chất tương tự)
Triamcinolone acetonide, triamcinolone alcohol, mometasone, amcinonide, budesonide, desonide, fluocinonide, fluocinolone acetonide, và halcinonide.

#### Nhóm C — loại Betamethasone
Betamethasone, betamethasone sodium phosphate, dexamethasone, dexamethasone sodium phosphate, and fluocortolone.

#### Nhóm D — Esters

##### Nhóm D1— Halogenated (kém bền vững)
Hydrocortisone-17-valerate, halometasone, alclometasone dipropionate, betamethasone valerate, betamethasone dipropionate, prednicarbate, clobetasone-17-butyrate, clobetasol-17-propionate, fluocortolone caproate, fluocortolone pivalate, và fluprednidene axetat.

##### Group D2—Tiền dược esters (kém bề vững)
Hydrocortisone-17-butyrate, hydrocortisone-17-aceponate, hydrocortisone-17-buteprate, và prednicarbate.

### Theo cách hấp thụ

#### Steroids tác dụng cục bộ
Sử dụng chủ yếu bên ngoài như da, mắt, và niêm mạc.
Các steroids điển hình được phân loại thành các nhóm I - IV.

#### Steroids xông hít
Sử dụng điều trị tại niêm mạc mũi, xoang mũi, phế quản, phổi.
Nhóm này bao gồm:
- Flunisolide[3]
- Fluticasone propionate[3]
- Triamcinolone acetonide[3]
- Beclomethasone dipropionate[3]
- Budesonide[3]

Dạng bào chế (biệt dược là Advair), chứa fluticasone propionate và
salmeterol xinafoate (thuốc đối kháng thụ thể β2-adrenergic tác dụng kéo dài).

## Lịch sử
Biết đến đầu tiên vào năm 1944. Tadeusz Reichstein cộng tác với Edward Calvin Kendall và Philip Showalter Hench đã đạt giải Nobel cho lĩnh vực sinh lý học và y học năm 1950 nhờ tìm ra hormone ở tuyến thượng thận, khi cô lập được cortisone.
Corticosteroids đã được sử dụng như thuốc đã khá lâu. Cortisone được tổng hợp đầu tiên bởi Lewis Sarett của công ty dược Merck & Co. bằng phương pháp 36 bước từ axit deoxycholic chiết xuất từ mật bò. Giá thành sản xuất cortisone theo quy trình này lên đến 200 USD/g cho đến khi Russell Marker của công ty Syntex tìm ra phương pháp khác với nguyên liệu diosgenin chiết xuất từ khoai. Phương pháp chuyển diosgenin thành progesterone theo quy trình 4 bước là phát minh quan trọng giúp cho việc sản xuất hàng loạt các loại hormone steroid bao gồm cortisone và các chất sử dụng để sản xuất thuốc tránh thai.
Năm 1952, D.H. Peterson và H.C. Murray thực hiện quy trình sử dụng nấm Rhizopus to oxy hóa progesterone thành hợp chất bán thành phẩm sản xuất cortisone. Những phát minh mới khiến sản lượng cortisone tăng nhanh, giá thành hạ xuống đến khoảng 6 USD/g rồi đến tới 0.46 USD/g vào năm 1980.

## Sử dụng trong y học
Các loại dược liệu mang tính chất corticosteroid được sử dụng chữa trị các bệnh từ bệnh ngoài da cho đến u não. Dexamethasone và các dẫn xuất gần như là glucocorticoid nguyên chất trong khi prednisone và các dẫn xuất có các tác động mineralocorticoid kèm với các tác động glucocorticoid.
Fludrocortisone (Florinef) là một loại mineralocorticoid tổng hợp. Hydrocortisone (cortisol) được sử dụng trong liệu pháp hormone thay thế.
Các chất glucocorticoids tổng hợp được sử dụng chữa bệnh đau khớp, viêm động mạch thái dương, viêm da, dị ứng, hen suyễn, viêm gan...
Corticosteroid được sử dụng rộng rãi trong chữa trị chấn thương não. Tuy nhiên một nghiên cứu trên khoảng 12000 bệnh nhân cho thấy việc sử dụng corticosteroid thường xuyên trong chữa trị chấn thương não là một việc làm không nên.